# Thalia sibogae
Thalia sibogae är en ryggsträngsdjursart som beskrevs av van Soest 1973. Thalia sibogae ingår i släktet Thalia och familjen bandsalper. Inga underarter finns listade i Catalogue of Life.